# Nikon D3000
Nikon D3000 är en digital systemkamera och en uppföljare till Nikon D60. D3000 är billigare och användarvänligare och riktar sig till personer som nyligen börjat fotografera med systemkamera eller av andra orsaker söker en lättförstådd kamera. Den har samma 11-punkters autofokussystem som D5000 och D90 till skillnad mot D60:s 3-punkters.